# フランク・コラチ
フランク・コラチ(Frank Coraci,1966年2月3日 - )はアメリカ合衆国ニューヨーク州出身の映画監督。

## 略歴
ニューヨーク大学でアダム・サンドラーと共に学び、サンドラー主演のコメディ映画で有名。ドキュメンタリー作品の監督としてキャリアをスタートさせた。『ウォーターボーイ』にはサンドラーの父親役で出演もしている。

## 監督作品
- 偽証/殺人者は2度裁かれる Murdered Innocence (1995)
- ウェディング・シンガー The Wedding Singer (1998)[1]
- ウォーターボーイ The Waterboy (1998)
- 80デイズ Around the World in 80 Days (2004)
- もしも昨日が選べたら Click (2006)
- Mr.ズーキーパーの婚活動物園 Zookeeper (2011)
- 闘魂先生 Mr.ネバーギブアップ Here Comes the Boom (2012)
- 子連れじゃダメかしら? Blended (2014)
- リディキュラス・シックス The Ridiculous 6 (2015)